# Ямайка на зимових Олімпійських іграх 1992
Ямайка на зимових Олімпійських іграх 1992 була представлена 5 спортсменами. Збірна не завоювала жодної медалі.